# 666 (nombre)
Cet article concerne le nombre 666. Pour l'année, voir 666. Pour les autres significations, voir 666 (homonymie).
666 (six cent soixante-six) est l'entier naturel qui suit 665 et qui précède 667.

## En mathématiques
Six cent soixante-six est :
- le 36e nombre triangulaire :{\displaystyle 1+2+3+\dots +35+36={\binom {37}{2}}={\frac {36\times 37}{2}}=666}ou encore, en remarquant que 36 = 6 × 6 :{\displaystyle {\sum _{i=1}^{6\times 6}}i=666} ;
- la somme des carrés des 7 premiers nombres premiers :
2² + 3² + 5² + 7² + 11² + 13² + 17² = 666 ;
- un nombre de Smith : la somme de ses chiffres décimaux (6 + 6 + 6 = 18) est égale à la somme des chiffres décimaux de sa décomposition en produit de facteurs premiers (666 = 2 × 3 × 3 × 37, ce qui donne : 2 + 3 + 3 + (3 + 7) = 18) ;
- la somme de tous les nombres (de 1 à 36) d'un carré magique d'ordre six, également appelé « carré du Soleil » (dont la somme de chaque ligne, colonne ou diagonale, est 111)[1]

| 1  | 2  | 3  | 4  | 5  | 6  | 7  | 8  | 9  | 10  |
| 11 | 12 | 13 | 14 | 15 | 16 | 17 | 18 | 19 | 20  |
| 21 | 22 | 23 | 24 | 25 | 26 | 27 | 28 | 29 | 30  |
| 31 | 32 | 33 | 34 | 35 | 36 | 37 | 38 | 39 | 40  |
| 41 | 42 | 43 | 44 | 45 | 46 | 47 | 48 | 49 | 50  |
| 51 | 52 | 53 | 54 | 55 | 56 | 57 | 58 | 59 | 60  |
| 61 | 62 | 63 | 64 | 65 | 66 | 67 | 68 | 69 | 70  |
| 71 | 72 | 73 | 74 | 75 | 76 | 77 | 78 | 79 | 80  |
| 81 | 82 | 83 | 84 | 85 | 86 | 87 | 88 | 89 | 90  |
| 91 | 92 | 93 | 94 | 95 | 96 | 97 | 98 | 99 | 100 |

- la somme de chaque ligne, chaque colonne ou chaque diagonale du carré rempli par les 6×6 premiers multiples de 6, allant de 6 à 6×6×6 (on le trouve en multipliant par 6 le carré magique précédent) :

| 49  | 192 | 18  | 204 | 210 | 6   |
| 42  | 66  | 162 | 168 | 48  | 180 |
| 114 | 84  | 96  | 90  | 138 | 144 |
| 108 | 120 | 132 | 126 | 102 | 78  |
| 150 | 174 | 60  | 54  | 156 | 72  |
| 216 | 30  | 198 | 24  | 12  | 186 |

De plus :
{\displaystyle \sin(666^{\circ })=\cos(6\cdot 6\cdot 6^{\circ })=-{\frac {\phi }{2}}}
où {\displaystyle \phi } est le nombre d'or.

## Religion, ésotérisme
- Le nombre 666 est, selon certains manuscrits de l'Apocalypse (Bible, Nouveau Testament), le  « Nombre de la Bête ».

## Arts et médias

### Bande dessinée
- 666, bande dessinée réalisé par Tacito et Froideval
- 666 Satan, manga de type shōnen créé par Seishi Kishimoto
- Dans la bande dessinée Ric Hochet, 666 est un assassin tuant des personnes malfaisantes à 7h06 (soit 6h66) dans les tomes #67 Le Nombre maudit et le #68 Le Collectionneur de crimes.

### Musique
- 666, groupe allemand de trance et eurodance
- 666, album du groupe les Aphrodite's Child
- 666.667 Club, album du groupe Noir Désir
- le groupe Iron Maiden en a fait son sujet principal dans la chanson The Number of the Beast sur l'album éponyme.

### Cinéma
- Flight 666, film sur le groupe de heavy metal Iron Maiden (2009).